# Salangsdalen
Das Salangstal (norwegisch Salangsdalen) ist ein Flusstal in der Gemeinde Bardu in Troms in Norwegen. Der Fluss Salangselva fließt von Norden kommend durch das Tal. Das Tal endet mitten in Bardu, in der Nähe des Tätorts Setermoen.
Die E6 verläuft von Norden nach Süden durch das Tal.
Der 1994 eröffnete Polar-Zoo befindet sich im Salangsdal. Er ist der nördlichste Zoo der Welt. Die Kapelle Salangsdalen kapell befindet sich im südlichen Teil des Tals.
Der Rohkunborri-Nationalpark liegt östlich direkt neben dem Tal.